# Crusader (tenk)
Crusader (službeno eng. Cruiser Tank Mark VI Crusader) je bio britanski brzi tenk u Drugom svjetskom ratu i možda najvažniji britanski tenku u Sjevernoafričkoj kampanji. No, zbog njegove nepouzdanosti i pretankog oklopa za vrijeme invazije na Italiju su zamijenjeni američkim tenkovima.
Crusader je projektiran s mnogo preuzetih dijelova s A13 serije uključujući "Christie" ovjes i Liberty motor. Time su se željeli smanjiti troškovi, pojednostaviti i ubrzati proizvodnja. Proizvodnja je pokrenuta u ožujku 1940. i do 1943. je proizvedeno 5.300 tenkova. Od ljeta 1941. je bio glavni britanski tenk sve do dolaska američkih Shermana. Modeli Crusader II i Crusader III su imali pojačan prednji oklop, a nakon svibnja 1942. su opremani i većim 6 pounder topom.
Crusader je patio od nepouzdanosti što je odraz brzine kojom je stavljen u serijsku proizvodnju. Prvi puta je u borbi korišten kod Fort Capuzzo, Libija u lipnju 1941. gdje se dobro nosio protiv talijanskih oklopnih snaga. No, iako su nijemci poštovali njegovu brzinu, nije se mogao mjeriti s Panzerom III ili njemačkim tenkovskim topovima promjera 55, 75 i 88 mm. Nakon što je u svibnju 1943. povučen s prvih crta bojišnice većinom je korišten za vježbe, a neki su prenamijenjeni u vozila posebne namjene.

### Zajednički poslužitelj
|  | Zajednički poslužitelj ima još gradiva o temi Crusader |